# سردر مسجد قطبیه
سر در مسجد قطبیه مربوط به سدهٔ ۱۰ ه.ق است و در اصفهان، کاخ گنجینه چهل ستون واقع شده و این اثر در تاریخ ۲۲ آذر ۱۳۱۳ با شمارهٔ ثبت ۲۱۸ به‌عنوان یکی از آثار ملی ایران به ثبت رسیده است.